# Карп
Карп (на гръцки: Καρπός) е римски духовник и светец.
Един от Седемдесетте апостоли на ранното християнство, той подпомага апостол Павел в мисионерската му дейност, служи на остров Крит, а след това е епископ на Бер в Македония. Според житието му там влиза в конфликт с местната еврейска общност, което довежда до убийството му.
Православната църква отбелязва паметта му на 26 май.